# Суярко Юрій Федорович
Суярко Юрій Федорович (25 березня 1930, м. Заліщики, Польща — 31 липня 1995, Київ, Україна) — радянський та український кінорежисер. Нагороджений орденом «Знак Пошани», медалями.

## Життєпис
Юрій Суярко народився 25 березня 1930 року в місті Заліщиках Тернопільського повіту Польщі (нині Тернопільська область України) в родині акторів. Закінчив акторський факультет Київського державного інституту театрального мистецтва ім. І. Карпенка-Карого (1954).
Працював у театрах Коломиї, Тернополя, Луцька (1954—1958), асистентом режисера і режисером редакції передач для дітей Київської студії телебачення (1959—1965).
З 1965 р. — режисер студії «Укртелефільм».
Був членом Спілки кінематографістів України.
Помер 31 липня 1995 р. в Києві.

## Фільмографія
Створив фільми, у багатьох з яких був автором сценаріїв:
- «Це малюнок хлопчиська» (1965),
- «Все це не так просто» (1965),
- «Нам — сімнадцять» (1965),
- «Дума про дім» (1965),
- «Хліб-сіль на рушнику» (1966),
- «Концерт для Монреаля» (1966),
- «Сурімоно» (1966),
- «Майстри Київського оперного» (1966),
- «Планета Сперанта» (1966),
- «Самодіяльність Дарниці» (1967),
- «Рівно 20 з гаком» (1967),
- «Буковинські вечірки» (1967),
- «Танці дружби» (1968),
- «Пісня кольорів» (1968),
- «Банкір» (1969),
- «Для домашнього вогнища» (1970, у співавторстві),
- «Поступися місцем» (1970),
- «Чорне і біле» (1970),
- «Сім пісень дружби» (1971),
- «Рим, 17...» (1972),
- «Катавасія» (1972),
- «Корабель закоханих» (1973),
- «Зачарований вітряк» (1973),
- «Співає Ліна Прохорова» (1974, т/ф, фільм-концерт студії «Укртелефільм»)[1]
- «Лийся, пісне, над Вітчизною» (1976),
- «Перстень з діамантом» (1978),
- «За рікою, за Луганкою» (1978),
- «Ріка любові нашої» (1978),
- «Лісова пісня» (1981, у співавторстві.),
- «Запорожець за Дунаєм» (1986, фільм-опера),
- «Вечорниці» (1985),
- «Закут» (1990, відео),
- «Тіні забутих предків» (1990, фільм-балет, відео),
- «Триптих» (1990, відео),
- «За часів Гайхан-бея» (1991, відео, автор сценарію, кінооператор Юрій Бордаков),
- «Згадуючи дягілівські вечори» (1991),
- «Зловісна доля» (1992),
- «Зі стежок на шлях широкий» (1992, співавтор сценарію) та інші.